# Горячие тропы
«Горячие тропы» — советский фильм 1971 года, снятый на киностудии «Узбекфильм» режиссёром Юлдашем Агзамовым.

## Сюжет
1943 год, в далёком от фронта тылу в пустыне Каракумы работает научная экспедиция геологов во главе с профессором Сагдулаевым. Но война приходит и сюда: немецкое командование решает взорвать стратегический мост через Аму-Дарью, для чего в пески пустыни сбрасывает парашютный десант — диверсанты, переодетые в советскую военную форму, должны взять взрывчатку, спрятанную в развалинах старой крепости, и взорвать мост.
Отряд советских геологов и местные жители вступают в неравную борьбу с врагами…

События, развернувшиеся у далекого колодца Джан-Гох, изобилуют неожиданностями, таинственными происшествиями, смертельными опасностями, отчаянно смелыми поступками. В развернувшейся схватке не обошлось без проявления трусости, есть поводы подозревать одного из участников экспедиции в предательстве, и, конечно же, здесь немало погонь и перестрелок.— кинокритик Дмитрий Писаревский, журнал «Спутник кинозрителя», август 1972 года

## В ролях
- Ходжадурды Нарлиев — Рахимов
- Максуд Мансуров — Мурад
- Наби Рахимов — Хамид Азизович Сагдулаев
- Клара Лучко — Екатерина Васильевна
- Станислав Фесюнов — Алексей Гусаров
- Валерий Носик — Анатолий
- Имеда Кахиани — Гурам Чиргадзе, врач-паразитолог
- Сергей Полежаев — Махотин
- Артык Джаллыев — Усман / Шерали
- Джавлон Хамраев — Саид
- Каарел Карм — шеф разведки
- Рейн Арен — Гецке
- Михаил Васильев — Лот
- Иногам Адылов — Эргаш, немой
- Игорь Боголюбов — Строгов
- Олег Хроменков — диверсант
- Рудольф Аллаберт — диверсант
- Владимир Карпенко — диверсант
- Павел Кашлаков — диверсант
- Юхан Крентс — диверсант
- Закир Мухамеджанов — секретарь райкома
- Санат Диванов — капитан (нет в титрах)

## Критика
Фильм отлично снят М. Пенсоном и Э. Агзамовым. Операторам удалось передать своеобразную прелесть каракумских рассветов и далей. 
Во всей постановке чувствуется уверенная режиссёрская рука Ю. Агзамова.— кинокритик Дмитрий Писаревский, журнал «Спутник кинозрителя», август 1972 года